# Hydra (género)
A hidra (gênero Hydra) é uma espécie de animal cnidário de corpo cilíndrico e em forma de pólipo. Vive em água doce, preferencialmente em águas frias e limpas, presa por uma extremidade a um rocha ou à vegetação aquática. Tem cor verde, parda ou cinza. As hidras são animais vágeis, locomovendo-se ao longo das superfícies que ocupa.

## Alimentação
A hidra faz parte do grupo de celenterados (metazoários celenterados).
Os celenterados são também chamados cnidários. A água-viva, a caravela, a hidra e os corais são alguns exemplos de celenterados. Eles são aquáticos e vivem principalmente no mar.
Os cnidários são carnívoros e nutrem-se de zooplâncton (pequenos animais em suspensão na água), crustáceos, ovos de peixe e larvas.
Quando uma presa é capturada por um celenterado, ela penetra pela boca do animal e chega até uma cavidade digestiva - aliás, o nome desse grupo vem de celo = "cavidade" e entero = "intestino". Nessa cavidade, o alimento é parcialmente digerido e depois absorvido por certas células, no interior das quais a digestão se completa. Por isso se diz que a digestão nos celenterados é extracelular (na cavidade digestiva) e também intracelular (no interior da células). Não possuindo ânus, esses animais eliminam pela boca os resíduos não aproveitáveis.

## Reprodução assexuada
A hidra pode também reproduzir-se assexuadamente (gemiparidade ou brotamento): Neste caso da hydra, nasce um gomo na superfície da hidra, que cresce e, quando já está madura, separa-se da hidra-mãe. Em seguida, fixa-se em algum lugar e continua a desenvolver-se independentemente. A reprodução assexuada também possui capacidade de regeneração.
A hidra é um animal único no aspecto que ela nunca, jamais envelhece, podendo teoricamente viver para sempre. Na prática, é claro, em algum momento ela acaba morrendo devido a doença ou predadores.
Não realiza reprodução sexuada, ou seja, não precisa de relações sexuais para se reproduzir.

## Hydra: modelo da biologia regenerativa
Espécies do gênero Hydra há muito tempo têm sido importantes modelos para pesquisas em biologia do desenvolvimento, expressão gênica e células tronco. O naturalista suíço Abraham Trembley foi o primeiro pesquisador a descobrir, em 1744, a capacidade de pólipos de água doce de formar novos indivíduos a partir de pedaços retirados de um indivíduo adulto. Diversas pesquisas em desenvolvimento celular sucederam essa descoberta com a aplicação de técnicas de observação de comportamento celular para elucidar os mecanismos que controlam a pluripotência e diferenciação de células de Hydra. No entanto, foi apenas a partir do início de pesquisas genômicas em Hydra pela J. Craig Venter Institute, nos Estados Unidos, que os processos de organização, posicionamento e regulação de regeneração celular começaram a ser compreendidos. O genoma de Hydra magnipapillata  foi completamente sequenciado em 2010, abrindo portas para utilização deste organismo para estudos avançados em genética reversa, manipulação de expressão gênica e transgenia. A hidra foi escolhida como organismo modelo em biologia do desenvolvimento por apresentar certas características em sua biologia que facilitam seu estudo, como a sua transparência ótica que facilita a visualização de células e tecidos, uma alta taxa de crescimento populacional e possibilidade de cultura em massa de clones.

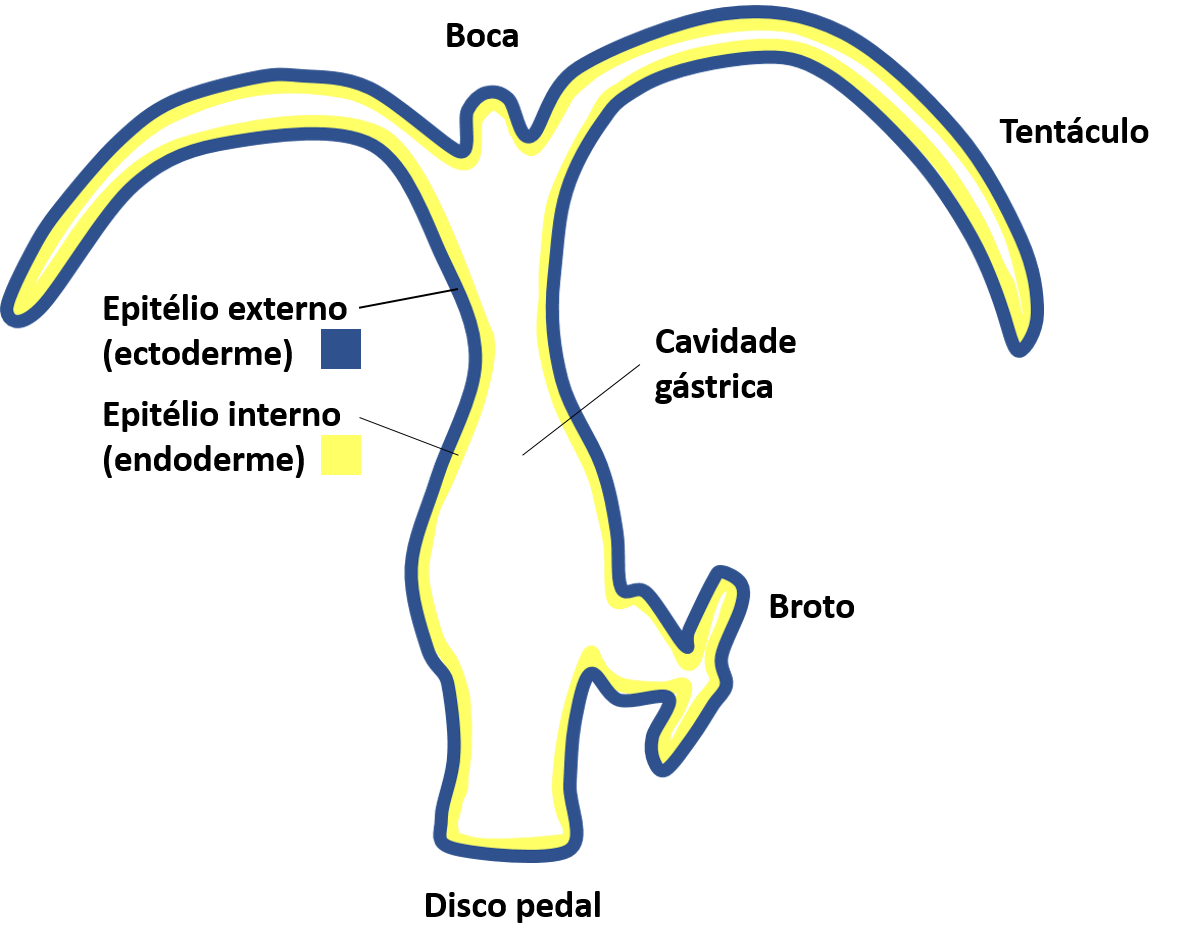
Organização corporal de Hydra

A capacidade impressionante de regeneração em Hydra se deve a sua característica organização corporal formada por duas camadas germinativas, a ectoderme e a endoderme, e pela mesogleia. A ectoderme e a endoderme dão origem aos epitélios externo e interno, respectivamente, e a mesogleia é responsável por formar as linhagens de células nervosas, cnidócitos, células glandulares e gametas. Enquanto que as linhagens celulares da mesogleia são determinadas, os epitélios permanecem em um estado reversível e de contínua produção celular. Portanto, são as células dos epitélios externo e interno que permitem tanto a rápida regeneração de tecido em caso de ferimento quanto a formação completa de um indivíduo a partir de apenas um bloco de células epiteliais extraído de um indivíduo adulto6.

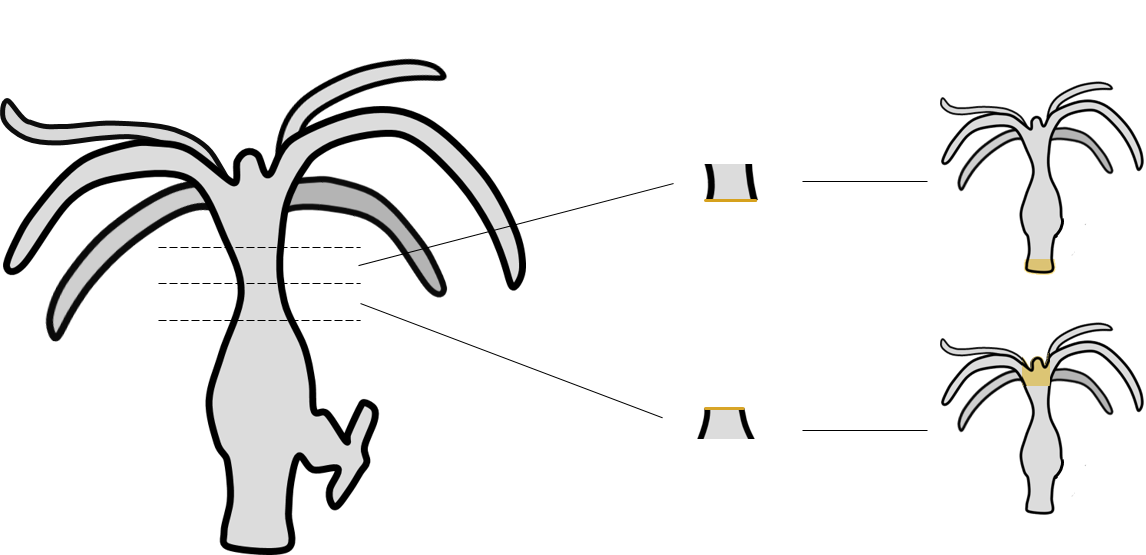
Formação de novos indivíduos a partir de fragmentos extraídos de indivíduo adulto. Note como a mesma região de células (destacada em laranja) pode dar origem à cabeça ou ao disco pedal graças à polaridade ao longo do corpo da hidra

Diferente da regeneração em planárias, a hidra se regenera sem proliferação celular. O que ocorre é a transformação das células e tecidos já existentes em novas estruturas por meio de desdiferenciação celular. Esse tipo de regeneração foi primeiramente descrita e denominada morfalaxia por Thomas Hunt Morgan, em 1901. As células se reorganizam e rediferenciam a partir de informações posicionais; ou seja, a polaridade ao longo do tecido informa se uma certa região deve se diferenciar em boca e tentáculos ou no disco pedal. Acredita-se que essa polaridade é estabelecida por meio de um gradiente de concentração de certas moléculas, como peptídios, que informa uma célula sua posição em relação ao corpo. Devido à ausência de proliferação celular, um bloco de células epiteliais da hidra dão origem a um indivíduo em miniatura, e somente após alimentação ocorre o crescimento normal deste novo indivíduo.
Inúmeras pesquisas em bioquímica e expressão gênica em Hydra têm revelado o controle de diferenciação das células tronco epiteliais durante a embriogênese e também durante a regeneração. O peptídio HEADY é expresso por um gene ausente em outros animais e é uma importante molécula que direciona as células à formação da região apical (boca e tentáculos). Outro importante peptídio foi descoberto em 2005, o Hym-301. Pesquisas indicam que esse peptídio é expresso abaixo da boca e é responsável pela formação de tentáculos, e tratamentos com silenciamento do gene expressando Hym-301 levaram a redução no número de tentáculos durante regeneração e formação de brotos. Outros dois peptídios, pedina e pedibina, foram isolados e descobriu-se serem responsáveis por estimular a formação do disco pedal durante a regeneração.
O gênero Hydra apresenta certas vias de regulação de expressão gênica também observadas em grupos mais evolutivamente mais recentes, como os Vertebrados. Uma delas é a via de sinalização Wnt, muito conhecida por regular fatores de transcrição em diversos grupos animais. A partir dos anos 2000 foram encontradas diversas moléculas da cascata Wnt nas regiões terminais da hidra durante a regeneração da cabeça ou do disco pedal, como a HyWnt (molécula de sinalização Wnt específica ao gênero Hydra), a β-catenina e a TCF, todos responsáveis pela regulação da proliferação e reorganização celulares.